# Chicala (Luanda)

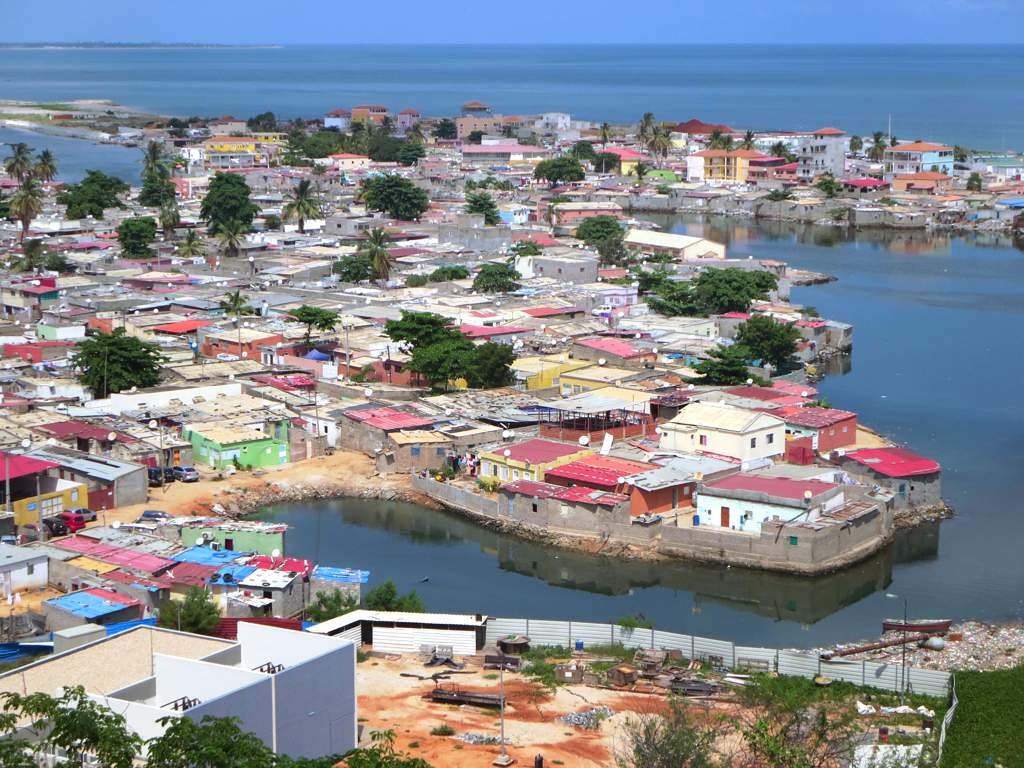
As ruas principais de Chicala são em terra.

A Chicala é um bairro costeiro localizado no centro da cidade e capital Luanda, em Angola. Pertence ao distrito urbano de Ingombota.
Tem uma população estimada de 65.000 habitantes (2013) e está  dividida em 3 áreas principais: Chicala 1, Chicala 2 e Chicala 3.

## História
Chicala faz parte da malha consolidada da cidade de Luanda, tendo-se desenvolvido em resultado da explosão demográfica. A sua toponímia resulta da adaptação portuguesa da palavra Kikala, que se referia ao núcleo de sobreviventes das Sanzalas localizadas a sul da restinga da Ilha do Cabo.
O bairro musseque teve origem no bairro da ilha do Cabo no século XVI. No último quartel do século XX começou a sua expansão para os hoje designados bairros “Chicala 2” na década de 80 e “Chicala 3” na década de 90.
Devido à falta de condições sanitárias, verificam-se problemas graves como malária, tuberculose, cólera, hepatite, mortalidade infantil elevada, entre outros.

## Principais áreas
A população de Chicala I é maioritariamente de origem axiluanda – provenientes e originários da cidade de Luanda. Este núcleo originário está fundamentalmente ligado à pesca.  
Nas áreas Chicala II e Chicala III, a população tem diversas origens, tanto nacionais como estrangeira. Estes territórios de expansão têm no comércio e nos serviços básicos a sua principal fonte de produção de riqueza.

## Economia
A principal forma de subsistência de cerca de 58,1% dos trabalhadores do musseque são os mercados de génese espontânea. 